# Deming (Novo México)
Deming é uma cidade localizada no estado americano de Novo México, no Condado de Luna (sede). Está localizada a 97 km a oeste de Las Cruces.
A cidade foi fundada em 1881 e incorporada em 1902. O rio Mimbres alaga a área de Deming praticamente uma vez por década, em períodos com fortes tempestades, que não são usuais, nas montanhas Cook Range e Black Range ao norte. Deming e a área ao seu redor estão acima de um aquífero com água muito pura. Este aquífero é lentamente recarregado com a água das montanhas do norte.

## Demografia
Segundo o censo americano de 2000, a sua população era de 14.116 habitantes.
Em 2006, foi estimada uma população de 15.296, um aumento de 1180 (8.4%).

## Geografia
De acordo com o United States Census Bureau tem uma área de
24,2 km², dos quais 24,2 km² cobertos por terra e 0,0 km² cobertos por água.

## Localidades na vizinhança
O diagrama seguinte representa as localidades num raio de 68 km ao redor de Deming.